# Сельское поселение Селиярово
Се́льское поселе́ние Селиярово — муниципальное образование в Ханты-Мансийском районе Ханты-Мансийского автономного округа Российской Федерации.
Административный центр — село Селиярово.

## История
Статус и границы сельского поселения установлены Законом Ханты-Мансийского автономного округа — Югры от 25 ноября 2004 года № 63-оз «О статусе и границах муниципальных образований Ханты-Мансийского автономного округа — Югры».

## Население
| 2010  | 2012  | 2013  | 2014  | 2015  | 2016  | 2017  |
| ----- | ----- | ----- | ----- | ----- | ----- | ----- |
| 1894  | ↗1937 | ↗1958 | ↗1986 | ↗2000 | ↘1985 | ↗1997 |
| 2018  | 2019  | 2020  | 2021  |       |       |       |
| ↗2012 | ↗2062 | ↘2059 | ↘1503 |       |       |       |

## Состав сельского поселения
| № | Населённый пункт | Тип населённого пункта       | Население |
| - | ---------------- | ---------------------------- | --------- |
| 1 | Селиярово        | село, административный центр | ↘1503     |